# Arrondissement di Brignoles
L'arrondissement di Brignoles è un arrondissement dipartimentale della Francia situato nel dipartimento del Var, nella regione della Provenza-Alpi-Costa Azzurra.

## Storia
Fu creato nel 1800, sulla base dei preesistenti distretti; soppresso nel 1926, fu ricostituito nel 1974.

## Composizione
L'arrondissement è composto da 61 comuni raggruppati in 9 cantoni:
- cantone di Aups
- cantone di Barjols
- cantone di Besse-sur-Issole
- cantone di Brignoles
- cantone di Cotignac
- cantone di Rians
- cantone di La Roquebrussanne
- cantone di Saint-Maximin-la-Sainte-Baume
- cantone di Tavernes